# نيتانيل بين سيمون
نيتانيل بين سيمون هو لاعب كرة قدم إسرائيلي في مركز الدفاع، ولد في 26 مايو 1992 في عكا في إسرائيل. لعب مع بيتار القدس ومكابي أخاء الناصرة ونادي هبوعيل القدس.